# Sainte-Marie-Kerque
Sainte-Marie-Kerque é uma comuna francesa na região administrativa de Altos da França, no departamento de Pas-de-Calais. Estende-se por uma área de 18,47 km². Em 2010 a comuna tinha 1 683 habitantes (densidade: 91,1 hab./km²).